# Патрік Кпозо
Патрік Кпозо (швед. Patrick Kpozo, нар. 15 липня 1997, Аккра, Гана) — ганський футболіст, фланговий захисник клубу «Шериф» (Тирасполь).

## Ігрова кар'єра
Патрік Кпозо є вихованцем ганського футболу. Саме там він починав грати у місцевому клубі «Інтер Аллієс». Де і привернув увагу селекціонерів з шведського чемпіонату. У 2015 році Кпозо прибув до Швеції, де підписав контракт з столичним АІКом. Але в основі шведського гранда Кпозо провів лише 11 матчів і в 2017 році деякий час провів в оренді у норвезькому «Тромсе».
Після цього захисник перейшов до складу іншого клубу Аллсвенскан «Естерсунда». Сезон 2020 року Патрік також провів в оренді, граючи у клубі Першого дивізіону чемпіонату Швеції — «Лулео».
У січні 2022 року перейшов до складу чемпіона Молдови — тираспольського «Шерифа».
У 2015 році Патрік Кпозо провів дві гри у складі молодіжної збірної Гани.

## Титули і досягнення
- Чемпіон Молдови (2):

«Шериф»: 2021-22, 2022-23
- Володар Кубка Молдови (2):

«Шериф»: 2021-22, 2022-23